# Paul Jaromar Wendt

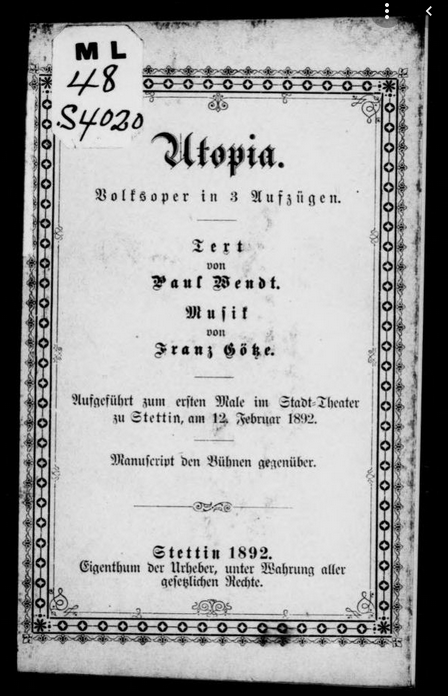
Franz Götze: Utopia. (Text: Paul Jaromar Wendt)

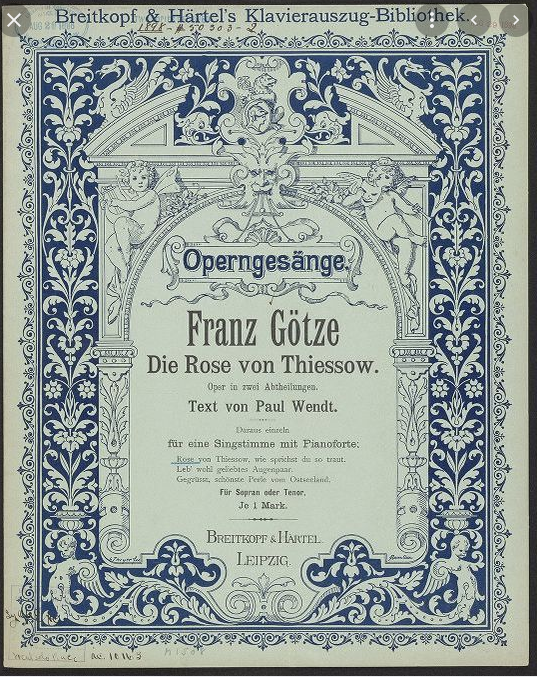
Franz Götze: Die Rose von Thiessow. (Partitur) (Text: Paul Jaromar Wendt)

Paul Jaromar Wendt, auch Paul Wendt, (* 21. Mai 1840 in Frankfurt (Oder); † 1. März 1919 in Einbeck) war ein deutscher Kaufmann und Schriftsteller. Er veröffentlichte Bühnenstücke mit Bezug zur Geschichte Pommerns.

## Leben
Wendt wurde in Frankfurt (Oder) als Sohn eines Kaufmanns geboren; seine Vorfahren stammten aus Rügen. 1844 zog die Familie nach Stettin, wo er das Friedrich-Wilhelms-Realgymnasium besuchte. Ab 1857 machte er eine kaufmännische Lehre. Seinen Militärdienst leistete er als Einjährig-Freiwilliger beim Colbergschen Grenadier-Regiment „Graf Gneisenau“ (2. Pommersches) Nr. 9. Es schlossen sich Aufenthalte bei Kaufleuten in London, Bordeaux und Berlin an.
1870 trat Wendt in das väterliche Handelsgeschäft in Stettin ein. 1870/1871 nahm er am Deutsch-Französischen Krieg als Rendant eines Feldlazaretts teil.
1899 zog Wendt nach Berlin, 1908 in ein Altersheim der Freimaurer nach Einbeck, wo er 1919 starb.
Wendt war verheiratet mit Marie Arndt († 1872), einer Verwandten des berühmten Schriftstellers und Historikers Ernst Moritz Arndt; die Ehe blieb kinderlos.
Wendt veröffentlichte vor allem Bühnenstücke mit Bezug zur Geschichte Pommerns. Sein erstes Werk war „Colberg 1807 oder: Heldensinn und Bürgertreue“, ein „vaterländisches Schauspiel“ in 5 Aufzügen über die Belagerung Kolbergs 1807. Das Stück wurde 1862 veröffentlicht und 1868 im Stettiner Stadttheater uraufgeführt. „Sidonia von Borck“, ein Trauerspiel in 5 Aufzügen, behandelt das Schicksal von Sidonia von Borcke, die 1620 in Stettin als Hexe zum Tode verurteilt und hingerichtet wurde.

## Werke (Auswahl)

### Bühnenstücke
- Colberg 1807 oder: Heldensinn und Bürgertreue. Stettin 1862, urn:nbn:de:gbv:9-g-5276156. (Schauspiel in 5 Aufzügen)
- Sidonia von Borck. Stettin 1874. (Trauerspiel in 5 Aufzügen)
- Die Rose von Thiessow. Leipzig 1893. (Oper in 1 Aufzug)
- Arkona. Stettin 1913, urn:nbn:de:gbv:9-g-5276108. (Musikdrama in 3 Aufzügen)

### Sonstiges
- Bordeaux und seine Weine. Stettin 1893. (Übersetzung des Buches von Cocks & Féret)